# Деяния Суппилулиумы

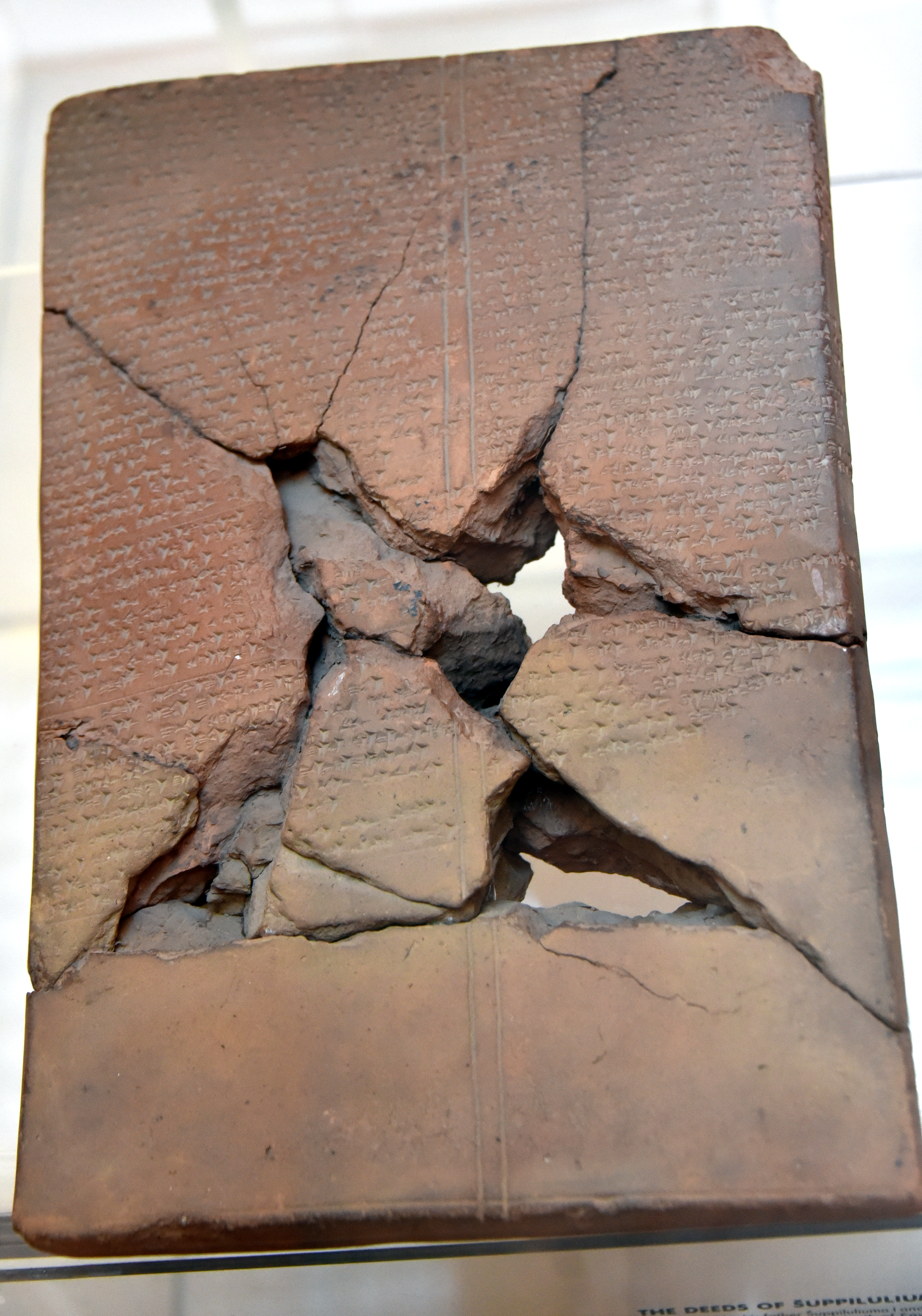
Табличка с «Деяниями Суппилулиумы» (XIV век до н. э.) из Хаттусы. Стамбульский археологический музей

«Деяния Суппилулиумы» — произведение (анналы) жанра царских летописей, составленное Мурсили II (первая половина XIV века до н. э.) на хеттском языке. В этом и двух других произведениях того же периода впервые прошлое становится предметом историографии.

## Изучение
Впервые идентифицированы разрозненные тексты как относящиеся к одному произведению востоковедом Эмилем Форрером. Первый перевод на французский язык осуществил Эжен Каваньяк (1876—1969) в 1931 году. Раскопки Курта Биттеля на юго-востоке Бююккале (тур. Büyükkale) после 1931 года добавили к имеющейся коллекции новые таблички, очищением и изучением которых в Берлине занялся Ганс Элольф. Результат его работы был опубликован посмертно в многотомнике.

## Содержание
Во второй половине 2-го тысячелетия до н. э., то есть в конце бронзового века в Месопотамии текстов становится больше, они обращаются к отдалённому прошлому, передают детали, затрагивают многие темы. В период правления Мурсили II анналистика в Малой Азии достигает высшей ступени своего развития, и появляются хеттские тексты, близкие друг к другу по времени возникновения (ок. 1320 год до н. э.): «Деяния Суппилулиумы», «Хроники десятилетия» и «Великие хроники Мурсилиса». В этих произведениях Мурсили II даёт отчёт о правлении своём и своего отца Суппилулиумы I. Также упомянуты военные походы его деда Тудхалии III, причём в некоторых военных акциях Тудхалия и Суппилулиума участвовали совместно.
Текст «Деяний Суппилулиумы» начинается со слов «Я Суппилулиума…» и перечисляет титулы и родословную правителя.
Начало текста отсутствует. В нём говорилось о восстании против хеттского владычества большей части Сирии, включая Каркемиш, Астат (область у большой излучины Евфрата с центром в городе Эмар), Нухашше (хурритская область к северо-востоку от реки Оронта). В ответ на это выдвинулся карательный отряд Телепину (сына Суппилулиумы, назначенного им правителем Каркемиша), а затем последовала Третья Сирийская война. Важным фрагментом текста из «Деяния Суппилулиумы» является табличка № 7 с упоминанием военного конфликта между Хеттским царством и Древним Египтом и письма египетской царицы Дахамунцу, чья личность и прошение остаются предметом исследований и научных споров.
«Деяния Суппилулиумы», «Анналы», «Молитвы», «Рассказ об утрате дара речи» и многие другие тексты, составленные от имени Мурсили II, создают впечатление о нём как об одной из наиболее ярких личностей хеттской истории.